# Sandi Papež
Sandi Papež (* 25. Februar 1965 in Nove Mesto nad Váhom) ist ein ehemaliger slowenischer Radrennfahrer und nationaler Meister im Radsport.

## Sportliche Laufbahn
Papež war Teilnehmer der Olympischen Sommerspiele 1988 in Seoul. Im 100 km Mannschaftszeitfahren belegte er gemeinsam mit Valter Bonča, Robert Šebenik und Jože Smole den 15. Platz. Als Junior gewann er 1982 das Straßenrennen der Balkan-Meisterschaften in seiner Altersklasse. Bei den Balkan-Meisterschaften 1985 gewann er das Straßenrennen. 1986 und 1990 siegte er im Rennen um die nationale Meisterschaft im Straßenrennen. Er gewann 1994 die Gesamtwertung des Etappenrennens Jadranska Magistrala (Istrien Spring Trophy) in Kroatien. 1996 siegte er in der Kroatien-Rundfahrt. 2000 konnte er die Bosnien-Rundfahrt mit einem Etappensieg für sich entscheiden. 1988 gewann er die Jugoslawien-Rundfahrt vor Pawel Tonkow. An der Internationalen Friedensfahrt nahm er 1988 teil und beendete das Rennen auf dem 32. Platz. Er konnte insgesamt 15 nationale Meistertitel in Jugoslawien und Slowenien erringen, alle im Straßenradsport. 1991 wurde er Vize-Meister im Einzelzeitfahren.